# Erin Wasson
Erin Wasson (20 de enero de 1982) es una modelo, actriz, estilista y diseñadora estadounidense.

## Carrera
Wasson ha aparecido en las portadas de numerosas revistas, incluyendo la French, Russian, Spanish and Australian Vogue francesa, rusa, española e italiana, la Elle francesa, Flair, Numero, Allure, y Esquire.
Ha trabajado con fotógrafos como Steven Meisel, Nan Goldin, Mario Testino, Peter Lindbergh, Patrick Demarchelier y Ellen Von Unwerth.
Wasson ha desfilado para Balenciaga, Loewe, Givenchy, Miu Miu, Alexander Wang, Chanel, Shiatzy Chen, Giorgio Armani, DKNY, Roberto Cavalli, Gucci, Anna Sui, Karl Lagerfeld, Alexander McQueen, Calvin Klein, Céline, Louis Vuitton, Badgley Mischka, Dolce & Gabbana, Lanvin, John Galliano, Marc Jacobs, Fendi, Jean Paul Gaultier, Valentino, Jil Sander, Versace, Alberta Ferretti, Oscar de la Renta, Dior, Max Azria, Diane Von Furstenberg, Hugo Boss, Moschino, Carolina Herrera, Dries Van Noten, Prada, Christian Lacroix, Balmain, Yves Saint Laurent, Michael Kors, Helmut Lang, Tommy Hilfiger, Zac Posen, Hermès, Chloé, Isabel Marant, Stella McCartney, Giles Deacon, y Ralph Lauren. También caminó en el Victoria's Secret Fashion Show 2007.
Ha aparecido en campañas para Gucci, Chanel, Dolce & Gabbana, Michael Kors, DKNY, Valentino, Céline, Hugo Boss, Balenciaga, Giorgio Armani, Roberto Cavalli, Paco Rabanne, Blumarine, Cartier, Jil Sander, Alberta Ferretti, Tiffany & Co., Jean Paul Gaultier, Elie Saab, Ann Taylor, Esprit, Rolex, Tiffany & Co., J.Crew, Levi's, H&M, Abercrombie & Fitch, Gap, Scanlan & Theodore, y Zadig & Voltaire. Desde 2002, Wasson ha sido el rostro de Maybelline, Clinique y Max factor apareciendo en anuncios impresos y comerciales de televisión para tales marcas de cosméticos.
En otoño de 2008, apareció como pareja de Justin Timberlake, Birdie, en una campaña para la marca, William Rast. Dicha campaña incluye cortometrajes de Jonas Akerlund.  También apareció en calendario Pirelli 2011, siendo fotgrafiada por Karl Lagerfeld.
Wasson tuvo el papel de la vampiresa Vadoma en la película de terror de 2012, Abraham Lincoln: Vampire Hunter.
En 2012 protagonizó el videoclip de "Madness" de la banda Muse.